# Lynne Carver
Lynne Carver, nata Virginia Reid Sampson (Lexington, 13 settembre 1916 – New York, 12 agosto 1955), è stata un'attrice statunitense.

## Biografia
Nata in Kentucky, arrivò a Hollywood in giovane età e venne presentata inizialmente come Virginia Reid. Una volta passata alla MGM adottò il nome Lynne Carver. Apparve in alcuni film con Fred Astaire e Ginger Rogers. Nel 1938 recitò in Viva l'allegria e in A Christmas Carol. Sempre in quegli anni recitò in alcuni film con protagonista il personaggio del dottor Kildare. Con la seconda guerra mondiale la sua carriera subì un rallentamento e dopo la guerra recitò in alcun film western.
Dopo un primo matrimonio nel 1935 in Alabama, nel 1937 sposò il produttore cinematografico Nicholas Nayfack, da cui divorziò nel 1942. Dal 1948 fino alla morte fu sposata con William Mullaney, agente teatrale. L'attrice morì nel 1955 a New York a causa di un tumore, a soli 38 anni.

## Filmografia parziale
- Primavera (Maytime), regia di Robert Z. Leonard (1937)
- Madame X, regia di Sam Wood (1937)
- La sposa vestiva di rosa (The Bride Wore Red), regia di Dorothy Arzner (1937)
- Viva l'allegria (Everybody Sing), regia di Edwin L. Marin (1938)
- Il giovane dr. Kildare (Young Dr. Kildare), regia di Harold S. Bucquet (1938)
- A Christmas Carol, regia di Edwin L. Marin (1938)
- Le avventure di Huckleberry Finn (The Adventures of Huckleberry Finn), regia di Richard Thorpe (1939)
- Within the Law, regia di Gustav Machatý (1939)
- La difficile prova del Dr. Kildare (Calling Dr. Kildare), regia di Harold S. Bucquet (1939)
- Balla con me (Broadway Melody of 1940), regia di Norman Taurog (1940)
- Trionfo d'amore (Sporting Blood), regia di S. Sylvan Simon (1940)
- Dulcy, regia di S. Sylvan Simon (1940)
- Tzigana (Bitter Sweet), regia di W. S. Van Dyke (1940)
- Mr. District Attorney in the Carter Case, regia di Bernard Vorhaus (1941)
- Man from Cheyenne, regia di Joseph Kane (1942)
- Yokel Boy, regia di Joseph Santley (1942)
- Sunset on the Desert, regia di Joseph Kane (1942)
- Tennessee Johnson, regia di William Dieterle (1942)
- Law of the Valley, regia di Howard Bretherton (1944)
- Fiamme sul Far West (Flame of the West), regia di Lambert Hillyer (1945)
- Drifting Along, regia di Derwin Abrahams (1946)
- Crossed Trails, regia di Lambert Hillyer (1948)